# Space Jam
Space Jam ist ein Animations-/Fantasyfilm mit Michael Jordan aus dem Jahr 1996. 25 Jahre später erschien mit Space Jam: A New Legacy eine Fortsetzung.

## Handlung
Der kleine Michael Jordan wirft auf der Garagenzufahrt seines Elternhauses auf einen Basketballkorb. Er erzählt seinem Vater, dass er zunächst auf dem College, später in der NBA Basketball spielen und danach auf Baseball umsteigen möchte. Während des Vorspanns werden die wichtigsten Stationen in Jordans Spielerkarriere gezeigt. Es folgt ein Ausschnitt aus der Pressekonferenz, bei der Jordan seinen Ausstieg aus dem Basketballsport bekannt gibt.
Währenddessen irgendwo im Weltall: Swackhammer ist der Besitzer des Freizeitparks auf dem Planeten Moron Mountain. Er sucht nach neuen Attraktionen, weil seine Besucher sich langweilen. Deshalb schickt er die Nerdlucks (fünf kleine Aliens) auf die Erde, um einige Looney Tunes zu entführen. Bei ihrer Ankunft lernen sie Bugs Bunny, Daffy Duck und die anderen kennen. Als die Looney Tunes von deren Plan erfahren, lachen sie die Nerdlucks aus. Doch die Looney Tunes merken schnell, dass es sich hierbei um keinen Scherz handelt. Bugs überzeugt die Nerdlucks, dass es ihnen erlaubt sei, sich zu verteidigen. Sie fordern die Nerdlucks zu einem Basketball-Spiel auf. Darin sehen die Looney Tunes ihre Überlegenheit, da die Nerdlucks sehr klein und unterentwickelt sind und sich nicht sehr schnell bewegen können. Die Nerdlucks, die nicht wissen was Basketball ist, stimmen dem Vorschlag zu. Als sie erfahren, wie man Basketball spielt, fällt ihnen sofort ein Plan ein.
Sie stehlen das Talent einiger NBA-Stars (Charles Barkley, Patrick Ewing, Muggsy Bogues, Larry Johnson und Shawn Bradley) und nehmen es an sich, wodurch sie sich in gigantische Monster verwandeln. Die Looney Tunes brauchen die Unterstützung von jemandem, der sich in der Sportart sehr gut auskennt.
Zur selben Zeit spielt die ehemalige Basketball-Legende Michael Jordan mit einigen Freunden (darunter Bill Murray und Larry Bird) Golf.
Als er den Golfball aus dem Loch holen will, wird er plötzlich hineingezogen und findet sich im Looney-Tune-Land wieder. Bugs’ Wahl fiel auf Michael, da er einer der besten Basketball-Spieler der Welt ist. Michael weiß zunächst nicht, was er hier tun soll und erklärt ihnen, dass er jetzt Profi-Baseball-Spieler ist. Als jedoch unerwartet eine Konfrontation mit den Nerdlucks stattfindet und diese Michael beleidigen, erkennt er den Ernst der Situation und erklärt sich bereit, die Looney Tunes zu trainieren. Er braucht aber noch seine Basketballkleidung und seine Basketballschuhe. Deshalb machen sich Daffy und Bugs auf den Weg zu seinem Haus, um die Sportsachen zu holen. Dabei werden sie von Michaels Kindern entdeckt. Bugs und Daffy weihen sie in ihren Plan ein, sagen ihnen aber, dass sie niemandem etwas davon erzählen dürfen.
Zur selben Zeit stehen Mediziner, Psychologen und die NBA vor einem Rätsel, warum die Starspieler ihr Können verloren haben. Diese fallen in Depressionen und nehmen an CTs, EKGs, Laserbestrahlungen und psychologischen Sitzungen teil und lassen sich sogar von Wahrsagern beraten.
Beim Spiel zwischen den Looney-Tunes und den Nerdlucks, die sich nun MonStars nennen, scheinen Michael und seine Mannschaft chancenlos zu sein. Deshalb greift Bugs zu einem Trick, um seine Freunde zu motivieren: er tut so, als ob er ein unbesiegbar machendes Getränk zu sich nimmt. In Wahrheit ist es nur Wasser. Daraufhin holen die Tunes ihren Rückstand wieder auf. Swackhammer, der für das Spiel auf die Erde gekommen ist, verlangt eine Auszeit und beklagt sich, dass die Tunes einen Menschen in ihrem Team haben. Michael Jordan schlägt Swackhammer einen Handel vor: Gewinnt seine Mannschaft, müssen die Nerdlucks seinen NBA-Kollegen ihr Talent zurückgeben. Siegen die MonStars, wird Michael für den Rest seines Lebens eine lebende Attraktion auf Moron Mountain sein.
Als nur noch zehn Sekunden zu spielen sind und die MonStars mit einem Punkt zu gewinnen drohen, kommt Rettung von unerwarteter Seite: Bill Murray bietet sich als Spieler an. Mit seiner Hilfe kann Michael in letzter Sekunde noch einen Korb werfen.
Die Looney Tunes gewinnen mit einem Punkt Vorsprung das Spiel. Die Nerdlucks schießen ihren Boss mit einer Rakete auf den Mond und geben das gestohlene Talent zurück. Sie bitten die Looney Tunes, bei ihnen bleiben zu dürfen. Michael Jordan kehrt mit dem Raumschiff der Nerdlucks in die reale Welt zurück. Nachdem die fünf NBA-Spieler ihre Fähigkeiten zurückerhalten haben, will es Michael Jordan noch einmal wissen: Er wird wieder Spieler der Chicago Bulls.

## Hintergrund
| Figur           | Darsteller      | Deutscher Sprecher       |
| --------------- | --------------- | ------------------------ |
| Michael Jordan  | Michael Jordan  | Leon Boden               |
| Stan Podolak    | Wayne Knight    | Frank Ciazynski          |
| Bill Murray     | Bill Murray     | Arne Elsholtz            |
| Charles Barkley | Charles Barkley | Charles Rettinghaus      |
| Larry Bird      | Larry Bird      | Till Hagen               |
| Larry Johnson   | Larry Johnson   | Andreas Hosang           |
| Patrick Ewing   | Patrick Ewing   | Johannes Berenz          |
| Shawn Bradley   | Shawn Bradley   | Sven Hasper              |
| Muggsy Bogues   | Muggsy Bogues   | Thomas Petruo            |
| James Jordan    | Thom Barry      | Engelbert von Nordhausen |
| Juanita Jordan  | Theresa Randle  | Katharina Koschny        |

| Figur                 | Originalsprecher  | Deutscher Sprecher   |
| --------------------- | ----------------- | -------------------- |
| Bugs Bunny            | Billy West        | Sven Plate           |
| Elmer Fudd            | Billy West        | Hans-Jürgen Wolf     |
| Daffy Duck            | Dee Bradley Baker | Gerald Schaale       |
| Taz                   | Dee Bradley Baker | Hans Oldenbürger     |
| Foghorn Leghorn       | Bill Farmer       | Horst Lampe          |
| Sylvester             | Bill Farmer       | Bernd Schramm        |
| Yosemite Sam          | Bill Farmer       | Tilo Schmitz         |
| Hubie & Bertie        | Bob Bergen        | Betram Hiese         |
| Marvin der Marsmensch | Bob Bergen        | Klaus-Dieter Klebsch |
| Schweinchen Dick      | Bob Bergen        | Michael Walke        |
| Tweety                | Bob Bergen        | Bernard Rüfenacht    |
| Lola Bunny            | Kath Soucie       | Diana Borgwardt      |
| Mr. Swackhammer       | Danny DeVito      | Jürgen Kluckert      |
| Pepé le Pew           | Maurice LaMarche  | Ray Gillen           |
| Granny                | June Foray        | Bettina Schön        |

- Space Jam ist wie Falsches Spiel mit Roger Rabbit, Elliot, das Schmunzelmonster, Mary Poppins, Die tollkühne Hexe in ihrem fliegenden Bett und Cool World ein weiterer Film, der Zeichentrick mit realen Schauspielern (Bill Murray, Michael Jordan) verbindet. Regisseur Joe Pytka war zuvor nur für die Regie zahlreicher Werbespots bekannt.
- Der Film bot ein Budget von über 80 Millionen US-Dollar. Weltweit wurden in den Kinos 140 Millionen US-Dollar eingespielt. Allein in den USA spielte der Film 90 Millionen US-Dollar ein.[1][2] In Deutschland waren etwa 2,4 Millionen Zuschauer im Kino.[3]
- Besonders die Kosten für Merchandise-Artikel waren enorm hoch. So spielte Bugs Bunny an der Seite von Michael Jordan in einem Nike-Werbespot mit.
- Die deutsche Synchronisation entstand im Auftrag der Interopa Film GmbH in Berlin. Frank Schaff schrieb das Dialogbuch und führte die Dialogregie.[4]
- Der Film machte den Sänger R. Kelly mit dem Song I Believe I Can Fly zu einem Weltstar.
- Das Schlesinger Gym, welches im Film von den Looney Tunes und Michael Jordan als Sportstätte für ihr Basketballtraining genutzt wird, ist eine Hommage auf Leon Schlesinger.
- 2016 wurde offiziell die Produktion einer Fortsetzung zu Space Jam bestätigt, in der LeBron James die Hauptrolle übernehmen soll. Nachdem zunächst Justin Lin für die Regie vorgesehen war, wurde im September 2018 vermeldet, dass Terence Nance den Film inszeniert. Als Produzent zeichnet Ryan Coogler verantwortlich.[5] Der Film kam im Juli 2021 in die Kinos und erschien zeitgleich beim Video-on-Demand-Anbieter HBO Max.

## Soundtrack
- Seal – Fly Like an Eagle
- Coolio – The Winner
- Quad City DJ’s – Space Jam
- R. Kelly – I Believe I Can Fly
- B Real, Busta Rhymes, Coolio, LL Cool J & Method Man – Hit ‘Em High (The MonStars’ Anthem)
- D’Angelo – I Found My Smile Again
- Monica – For You I Will
- Salt-N-Pepa – Upside Down (‘Round-N-‘Round)
- Robin S. – Givin’ U All That I’ve Got
- Barry White & Chris Rock – Basketball Jones
- All-4-One – I Turn to You
- R. Kelly feat. Changing Faces and Jay-Z – All of My Days
- Spin Doctors feat. Biz Markie – That’s the Way (I Like It)
- Bugs Bunny – Buggin

## Rezeption
Space Jam erhielt ein verhaltenes Presseecho, was sich auch in den Auswertungen US-amerikanischer Aggregatoren widerspiegelt. So erfasst Rotten Tomatoes mehrheitlich kritische Besprechungen und ordnet den Film dementsprechend als „Gammelig“ ein. Laut Metacritic fallen die Bewertungen im Mittel „Durchwachsen oder Durchschnittlich“ aus. Es folgen einige repräsentative Pressestimmen:

„Der marktgängigen Sensationspaarung eines Star-Spielers mit den beliebten Trickfiguren vertraute man derart, daß man sich um die künstlerische Umsetzung wenig sorgte. Trotz technisch perfekter Animation ist der Charme der Figuren, die ebenfalls ihr Spielfilmdebüt geben, auf der Strecke geblieben.“

„Die Begegnungen der drei- und zweidimensionalen Welten sind technische Meisterwerke und seit Roger Rabbit nicht besser in Szene gesetzt worden. Vor allem die Basketball-Passagen wirken nahezu real. Space Jam bietet, trotz der simplen Story, dank der Toons perfekte Unterhaltung auch für Basketball-Banausen.“

„Im Grunde ist Space Jam ein sehr amerikanischer Film. […] Überhaupt ist das Thema Basketball eher eine amerikanische Angelegenheit und die Warner-Toons sind eben auch vom Charakter her so völlig anders als die lieb gewonnenen Disney-Charaktere. Aber gerade darin liegt der Reiz von Space Jam. Denn nichts gegen die herzerwärmend netten Disney-Figuren, aber das teils anarchische von Bugs und Daffy Duck ist doch auch mal erfrischend anders.“

Des Weiteren wurde der Film bei den folgenden Auszeichnungen berücksichtigt:
- Diane Warren und James Newton Howard wurden je mit einem ASCAP Award ausgezeichnet.
- Bei den Annie Awards gewann der Film einen Preis in der Kategorie Best Individual Achievement: Technical Achievement.
- R. Kelly gewann drei Grammy Awards für I Believe I Can Fly, eine weitere Nominierung für Best Dance Recording erhielten die Quad City DJ’s für den Titelsong „Space Jam“.